# Pat Benatar
Pat Benatar (geboren Patricia Mae Andrzejewski, Brooklyn, New York, 10 januari 1953) is een Amerikaanse zangeres die verschillende hits scoorde in de jaren 80.
Pat Benatar, die geboren werd in Brooklyn, studeerde aanvankelijk opera-muziek. In 1971 trouwde ze met Dennis T. Benatar, waardoor ze de achternaam kreeg waarmee ze beroemd werd. In 1977 werd haar zangtalent ontdekt tijdens een talentenjacht in een New Yorkse club.
Ze scheidde van Benatar en trouwde later met de gitarist van haar band, Neil Giraldo. Samen kregen ze twee dochters.
In de jaren 80 scoorde ze enkele grote hits, waarvan Love is a battlefield de bekendste is. Deze plaat uit september 1983 werd in onder meer Nederland in maart 1984 een nummer 1-hit in de destijds drie hitlijsten op de nationale publieke popzender Hilversum 3 (de Nederlandse Top 40, Nationale Hitparade en de TROS Top 50). 
In België bereikte de plaat de nummer 1-positie in zowel de voorloper van de Vlaamse Ultratop 50 als de Vlaamse Radio 2 Top 30.
Tussen 1980 en 1984 won ze vier jaar achtereen een Grammy Award voor beste vrouwelijke rockact. Later werd ze nog vier keer genomineerd voor deze categorie.
Benatar werd later in haar muziekcarrière woordvoerder van een bewustmakingscampagne rond gehoorproblemen van de batterijenfabrikant Energizer.

## Discografie
- 35th Anniversary Tour - Live (2015)
- Ultimate Collection (2008)
- Live in America (2008)
- Greatest Hits (2005)
- Summer Vacation Tour Live (2005)
- In The Heat Of The Night: Live (2004)
- Go (2003)
- Classic Masters (2002)
- Christmas in America (2001)
- The Collection (2001)
- Best Of Vol. 1 (2001)
- 8-15-80 (live) [remastered] (2000)
- Extended Versions (2000)
- Greatest Hits Live (2000)
- Synchronistic Wanderings (remastered) (1999)
- Premium Gold Collection (1999)
- Alive in America (1998)
- Innamorata (1997)
- Back To Back Hits (1996)
- All Fired Up: Very Best of Pat Banatar (1994)
- Very Best of pat Banatar (1994)
- Gravity's Rainbow (1993)
- True Love (1991)
- Best Shots (1989)
- Wide Awake In Dreamland (1988)
- Seven The Hard Way (1985)
- Get Nervous (1984)
- Tropico (1984)
- Live From Earth (1983)
- Precious Time (1981)
- Crimes of Passion (1980)
- In The Heat of the Night (1979)

### Albums
| Album met eventuele hitnotering(en) in de Nederlandse Album Top 100 | Datum van verschijnen | Datum van binnenkomst | Hoogste positie | Aantal weken | Opmerkingen |
| ------------------------------------------------------------------- | --------------------- | --------------------- | --------------- | ------------ | ----------- |
| Precious Time                                                       |                       | 08-08-1981            | 24              | 7            |             |
| Live From Earth                                                     |                       | 18-02-1984            | 2               | 16           |             |
| Tropico                                                             |                       | 24-11-1984            | 26              | 9            |             |
| True Love                                                           |                       | 04-05-1991            | 54              | 10           |             |

### Singles
| Single met eventuele hitnotering(en) in de Nederlandse Top 40 | Datum van verschijnen | Datum van binnenkomst | Hoogste positie | Aantal weken | Opmerkingen                                                                              |
| ------------------------------------------------------------- | --------------------- | --------------------- | --------------- | ------------ | ---------------------------------------------------------------------------------------- |
| I Need A Lover                                                |                       | 08-03-1980            | 31              | 4            |                                                                                          |
| Love Is A Battlefield                                         |                       | 11-02-1984            | 1(4wk)          | 14           | #1 in de Nationale Hitparade / #1 in de TROS Top 50                                      |
| We Belong                                                     |                       | 17-10-1984            | 10              | 9            | #13 in de Nationale Hitparade / #9 in de TROS Top 50                                     |
| Invincible                                                    |                       | 05-10-1985            | 18              | 6            | #18 in de Nationale Hitparade / #14 in de TROS Top 50 / Veronica Alarmschijf Hilversum 3 |
| True Love                                                     |                       | 25-05-1991            | 13              | 6            | Veronica Alarmschijf Radio 3 / #21 in de Nationale Top 100                               |

### NPO Radio 2 Top 2000
| Nummer met noteringen in de NPO Radio 2 Top 2000 | '99 | '00 | '01 | '02 | '03 | '04 | '05  | '06  | '07  | '08  | '09  | '10  | '11 | '12  | '13  | '14 | '15  | '16  | '17  | '18 | '19  | '20  | '21  | '22  | '23  | '24  |
| ------------------------------------------------ | --- | --- | --- | --- | --- | --- | ---- | ---- | ---- | ---- | ---- | ---- | --- | ---- | ---- | --- | ---- | ---- | ---- | --- | ---- | ---- | ---- | ---- | ---- | ---- |
| Love Is a Battlefield                            | 429 | 392 | 853 | 871 | 951 | 893 | 1071 | 1227 | 1240 | 1060 | 1111 | 1035 | 962 | 1118 | 1182 | 908 | 1068 | 1125 | 1067 | 990 | 1087 | 1198 | 1234 | 1395 | 1249 | 1514 |

1. ↑  Een vetgedrukt getal geeft de hoogste notering aan.